# Българо-франкски конфликт (818-832)
Българо-франкският конфликт (818-832) е серия от дипломатически и военни действия между Първата българска държава и Франкската империя за контрола на териториите до река Драва.

## История
През 818 година славянските племена тимочани и браничевци и абодрити се разбунтуват и се отцепват от българската власт, търсейки покровителството на Франкската империя. За да избегне военен конфликт, Омуртаг изпраща три пратеничества във франкския двор, завършили с неясен отговор. През 826 година във франкския двор пристига първото ултимативно искане за определяне на границите. Людовик I отново забавя отговора си. Това кара българския владетел да предприеме военни действия. През 827 година българска флота  навлиза по река Драва и подчинява отцепилите се племена принуждавайки ги да признаят върховенството на българския кан. Поради липса на сведения не е известно как завършва военният конфликт, но е факт че през 832 година във франкския двор пристигат български пратеници с дарове, което кара историците да мислят че е бил сключен мирен договор.